# Kim Tước
Kim Tước (sinh năm 1938) là một ca sĩ tiền chiến Việt Nam, thành danh tại Hà Nội trước 1954.

## Lịch sử
Bà tên thật là Nguyễn Kim Tước, sinh năm 1938 tại Nam Định trong một gia đình có sáu người con. Khi còn nhỏ, Kim Tước được theo học chương trình Pháp tại Hà Nội. Sau đó cô theo học trung học tại trường Lycée Français De Hue, rồi trường Marie Curie ở Sài Gòn và đậu tú tài Pháp năm 1957.
Kim Tước tiếp tục học thanh nhạc với một nữ giáo viên người Pháp trong Hội khuyến nhạc. Kim Tước đến với âm nhạc khi tuổi còn rất trẻ. Năm Kim Tước 14 tuổi, cô bắt đầu bước vào ca hát chuyên nghiệp trở thành ca sĩ của đài phát thanh Hà Nội vào năm 1952.
Kim Tước xuất thân từ một gia đình có nhiều người sinh hoạt nghệ thuật. Những tên tuổi lớn của đài phát thanh Hà Nội vào thập niên 50, trước ngày chia đôi đất nước như nữ danh ca Minh Đỗ, nhạc sĩ Vũ Thành... Cô theo Tây học từ nhỏ nên có cơ hội học thanh nhạc trong trường và đã được theo học piano với giáo sư Nguyễn Cầu. Kim Tước còn theo học lớp luyện thanh tại hội Khuyến Nhạc tại Hà Nội và sau này khi di cư vào nam còn học nhạc với nhạc sĩ Nguyễn Phụng.
Năm 1954, Kim Tước cùng gia đình di cư vào Huế và tiếp tục hát cho đài phát thanh ở đây. Hơn một năm sau, gia đình cô chuyển vào Sài Gòn, Kim Tước hát trên đài Pháp Á và theo học tại trường Marie Curie. Cô cũng tham gia ban nhạc giao hưởng đầu tiên tại Sài Gòn do nhạc sĩ Nguyễn Phụng thành lập. Có thể nói từ sau khi định cư tại Sài Gòn, sự nghiệp ca hát của Kim Tước đã bước sang một bước ngoặt mới. Nhờ có kiến thức vững vàng về thanh nhạc cũng như về Pháp ngữ, nên Kim Tước đã trình bày một số nhạc phẩm cổ điển của Mozart trong một chương trình đại hòa tấu nhân dịp "Đại Hội Nhạc Mozart" tại dinh tổng thống vào năm 1956. Lần trình diễn này ca sĩ Kim Tước đã vinh dự được tổng thống Ngô Đình Diệm trao tặng hoa.
Năm 1958, ban nhạc của nhạc sĩ Nguyễn Phụng giải tán. Một thời gian sau, Kim Tước tham gia cộng tác với nhiều ban nhạc có giá trị trên đài phát thanh như Ban Đại Hòa Tấu của nhạc sĩ Vũ Thành, Ban Tiếng Nhạc Tâm Tình của Anh Ngọc, Ban Tây Hồ - Tiếng Tơ Đồng của Hoàng Trọng, hay Ban Đàn Dây của Hoàng Lang… Nhưng nhắc đến những thành tựu của giọng hát Kim Tước mà không nhắc đến ban tam ca nổi tiếng Mộc-Kim-Châu (Mộc Lan, Kim Tước, Châu Hà) thì sẽ là một thiếu sót. Ban tam ca này được sự hướng dẫn của nhạc sĩ Hoàng Trọng và đã tạo cho mình một chỗ đứng riêng biệt trong vườn hoa tân nhạc Việt Nam. 3 giọng ca của 3 danh ca Mộc Lan, Kim Tước và Châu Hà mang 3 cá tính khác nhau nhưng khi hát chung thì lại hòa quyện vào nhau thành một nhờ vào cách hòa thanh độc đáo của người nhạc sĩ cũng như kỹ thuật hát bè điêu luyện của cả ba người. Bộ ba này đã hợp tác với nhau một thời gian dài trong những chương trình phát thanh và truyền hình - nhiều hơn cả là trong chương trình của các nhạc sĩ Hoàng Trọng và Văn Phụng - nhưng ít khi họ trình diễn trên sân khấu. Với khả năng vững vàng về nhạc, Mộc Lan, Kim Tước và Châu Hà đã giữ phần hát bè cho rất nhiều ca sĩ, trong số có Thái Thanh, Khánh Ly, Hoàng Oanh, Thanh Tuyền, Thanh Vũ, Hà Thanh,... để thu âm. Tuy vậy ban tam ca Mộc Lan, Kim Tước và Châu chưa từng thu thanh chung với nhau trên một đĩa nhạc nào và riêng Kim Tước khi còn ở Việt Nam cũng chỉ thu thanh một vài nhạc phẩm.
Ca sĩ Kim Tước có một giọng hát cao vút. Cô có chất giọng khỏe, dầy và vang rền nên vẫn có thể làm người nghe cảm thấy thoải mái khi ngân nga ở những nốt cao chót vót. Giọng hát đó khi xuống trầm lại dìu dặt tình tứ chứ không tắt lịm. Ca sĩ Kim Tước biết sử dụng kỹ thuật thanh nhạc để diễn tả cảm xúc của bài hát. Cô không có thói quen hát nũng nịu hay làm dáng bằng giọng hát của mình. Những ca khúc được cô chọn trình bày thường mang phong cách nhạc thính phòng và đòi hỏi một trình độ thanh nhạc nhất định để diễn tả thành công. Từ thập niên 50s, “Vọng Ngày Xanh” của nhạc sĩ Khánh Băng đã là ca khúc làm nổi bật tên tuổi của Kim Tước tại các sân khấu đại nhạc hội. Kim Tước cũng được đánh giá là một trong những ca sĩ trình bày thành công những ca khúc của nhạc sĩ Vũ Thành, Cung Tiến và sau này của nhạc sĩ Lê Văn Khoa tại hải ngoại. Nhiều người cho rằng cách hát của Kim Tước khô khan và nặng nề quá. Nhận xét như vậy không phải sai nhưng đó là vì người ta so sánh cách hát của cô với cách hát của các ca sĩ chuyên về nhạc phổ thông, đại chúng. Giọng hát của ca sĩ Kim Tước không phù hợp cho loai nhạc này và có lẽ chính cô cũng ý thức được điều này nên đã chọn để theo hướng đi riêng của mình. Do chuyên trình bày các nhạc phẩm mang âm hưởng cổ điển với phần nặng về kỹ thuật, nên Kim Tước tự nhận xét là tên tuổi của mình không được biết tới nhiều trong tầng lớp khán giả ưa thích loại nhạc phổ thông: "Tôi nhận thấy ở Sài Gòn, tên tuổi tôi không được mến chuộng nhiều trong đại chúng tại vì lối hát của tôi hơi cứng quá và nhất là hơi nặng về vấn đề kỹ thuật. Về sau này những người sau tôi như Hà Thanh hay những người khác, họ hát uyển chuyển hơn cho nên dễ đi vào quần chúng nhiều hơn và dễ được thông cảm hơn."
Ngoài phần cộng tác về nghệ thuật với các đài phát thanh Quân đội, Sài Gòn, Tiếng Nói Tự Do và Mẹ Việt Nam cho đến khi rời khỏi Việt Nam vào năm 1975, Kim Tước đã từng một thời gian làm biên tập viên cho đài Tiếng Nói Tự Do cùng thời kỳ với các nghệ sĩ nổi tiếng như Từ Công Phụng, Hồ Đăng Tín, Lê Gia Thẩm và Hoàng Quốc Bảo trong thời gian từ năm 1961 đến 1964.
Sau sự kiện 30 tháng 4 năm 1975, Kim Tước cùng chồng và hai con rời khỏi Việt Nam định cư ở Hawaii. Một thời gian sau, họ về sống tại California. Ở đây, Kim Tước tiếp tục đi trình diễn tại một số tiểu bang khác ở Hoa Kỳ và tại một vài quốc gia châu Âu khác. Năm 1987, Kim Tước thực hiện CD đầu tiên của mình là Gió thoảng hương duyên. Mười năm sau, Kim Tước thu âm CD thứ hai Sau lũy tre xanh. CD gần đây nhất của Kim Tước là Ngàn năm mây bay, năm 2003.

## Nhạc tập

CD Sau lũy tre xanh của Kim Tước

- Tịnh Tâm Khúc (1984) của Hoàng Quốc Bảo
- Gió thoảng hương duyên (1987)
- Tổ khúc Bầy Chim Bỏ Xứ (1990) của Phạm Duy
- Sau lũy tre xanh (1997)
- Ngàn năm mây bay (2003)